# Ottilie Metzger

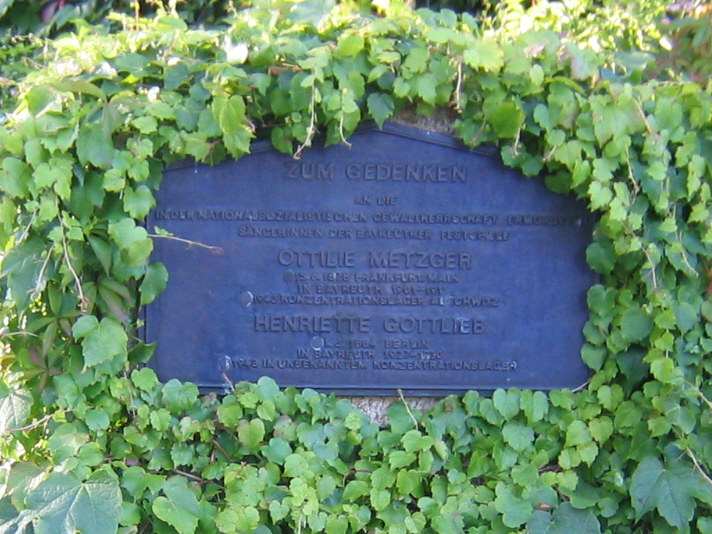
Memorial en el parque del Festival de Bayreuth

Ottilie Metzger-Lattermann o Ottilie Metzger-Froitzheim (Fráncfort, 15 de julio de 1878 - Auschwitz, febrero de 1943) fue una contralto alemana, famosa intérprete de Wagner en la década de 1910.

## Biografía
Debutó en 1898 en Halle, seguido por Colonia y como primera contralto entre 1903-1915 en la Ópera de Hamburgo, junto a Enrico Caruso. También cantó en Praga, Zúrich, Wiener Staatsoper, Munich, Budapest, Covent Garden y una gira por Estados Unidos dirigida por Leo Blech. 
Cantó durante las temporadas 1901-1912 en el Festival de Bayreuth, como Erda en El anillo del nibelungo.
Ottilie continuó como recitalista al retirarse de la escena a menudo acompañada por Richard Strauss y Hans Pfitzner. Sus últimos conciertos fueron en 1933 con Bruno Walter en Berlín y con Otto Klemperer en Dresde.
Casada en primeras nupcias con el compositor Clemens Froitzheim, se volvió a casar en Hamburgo con el bajo barítono Theodor Lattermann que falleció en 1926 a los 46 años.
Con la ascensión de Hitler en 1933, Ottilie Metzger-Lattermann siguió cantando para audiencias judías, con el barítono Erhard Wechselmann, que también perecería en Auschwitz
El empresario norteamericano George Blumental trató de traer a Estados Unidos a Leo Blech y 12 cantantes judíos a cantar la tetralogía de Wagner en Nueva York. Su asistente era Otto Metzger, hermano de Ottilie quien figuró en esa lista El proyecto se desvaneció debido a problemas con las agendas de Blech, Otto Klemperer y Bruno Walter.
Ottilie y su hija huyeron a Bruselas en 1939, pero fueron capturadas por los nazis y deportadas a los campos donde fueron exterminadas.
En 1970, el anticuario Peer Baedeker pidió a Winifred Wagner por una placa recordatoria para los tres cantantes de Bayreuth que perecieron en el holocausto.

## Grabaciones
- mp3 Beethoven In questa tomba oscura (Odeon 1908)
- mp3 ♪ Wagner - 'Siegfried': "Stark ruft das Lied" (1908) ♪

## Publicaciones
- Walter Tetzlaff, 2000 Kurzbiographien bedeutender deutscher Juden des 20. Jahrhunderts, Askania-Verlag, Lindhorst 1982 ISBN 3-921730-10-4
- Joseph Walk, Kurzbiographien zur Geschichte der Juden 1918–1945, München: Saur, 1988 ISBN 3-598-10477-4, S. 234